# União das Freguesias de Constantim e Vale de Nogueiras
Die União das Freguesias de Constantim e Vale de Nogueiras ist eine portugiesische Gemeinde (Freguesia) im Kreis (Concelho) Vila Real im Norden Portugals.

## Geschichte
Die Gemeinde entstand im Zuge der Gebietsreform vom 29. September 2013 durch die Zusammenlegung der ehemaligen Gemeinden Constantim  und Vale de Nogueiras.
Constantim wurde Sitz der neuen Verwaltung.

## Demographie
| Freguesia | Freguesia                      | Freguesia | Freguesia       | ehemalige Freguesias | ehemalige Freguesias | ehemalige Freguesias | ehemalige Freguesias |
| --------- | ------------------------------ | --------- | --------------- | -------------------- | -------------------- | -------------------- | -------------------- |
| Wappen    | Freguesia                      | Einwohner | Fläche in (km²) | Wappen               | Freguesia            | Einwohner            | Fläche in (km²)      |
|           | Constantim e Vale de Nogueiras | 1730      | 26,01           |                      | Constantim           | 1020                 | 6,46                 |
|           | Constantim e Vale de Nogueiras | 1730      | 26,01           | Vale de Nogueiras    | 836                  | 19,55                |                      |